# Jardim das Damas
O Jardim das Damas é um espaço verde na freguesia da Ajuda em Lisboa. Tem elementos de concepção barroca e possui um mirante.

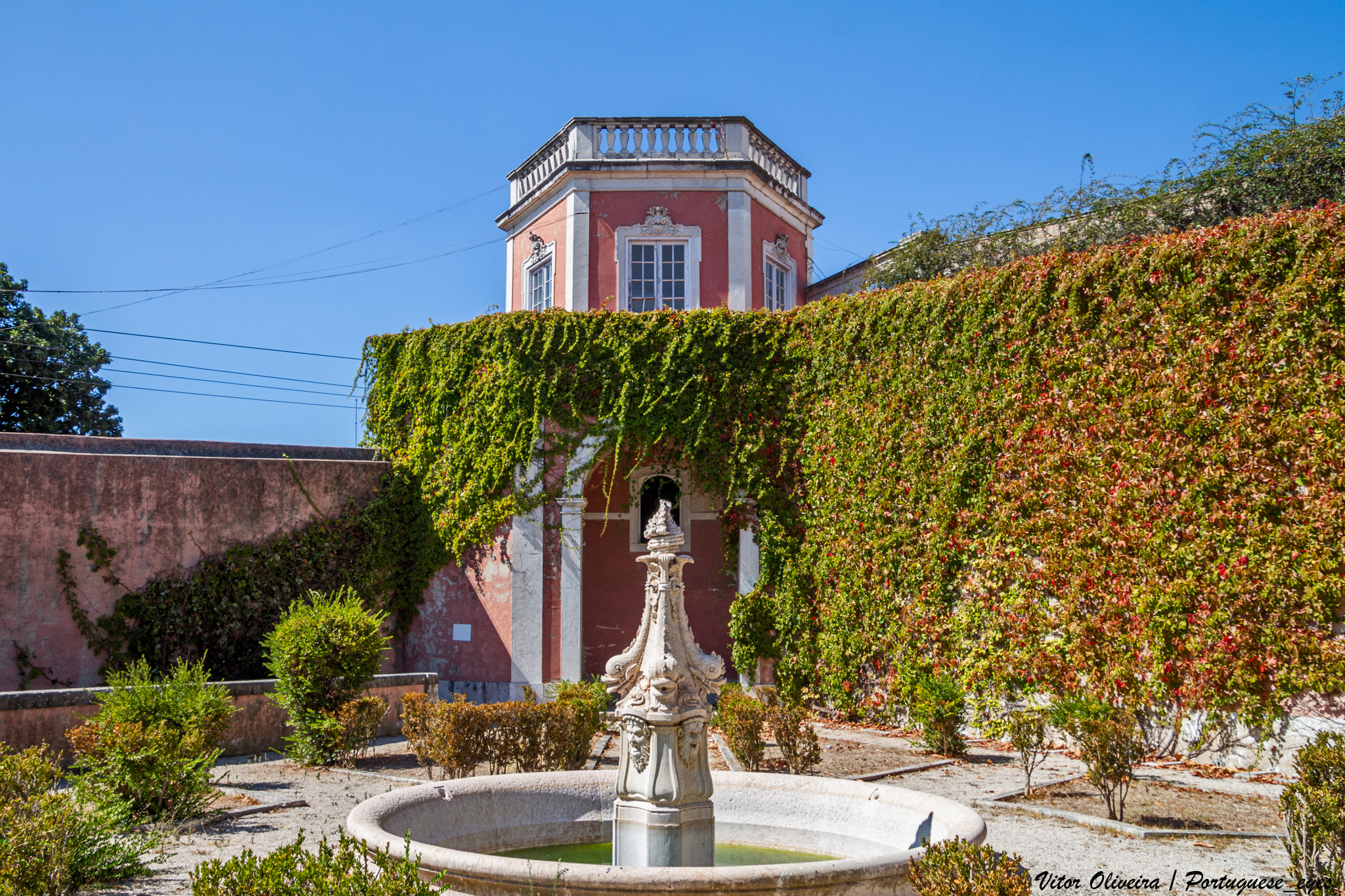
Mirante e chafariz

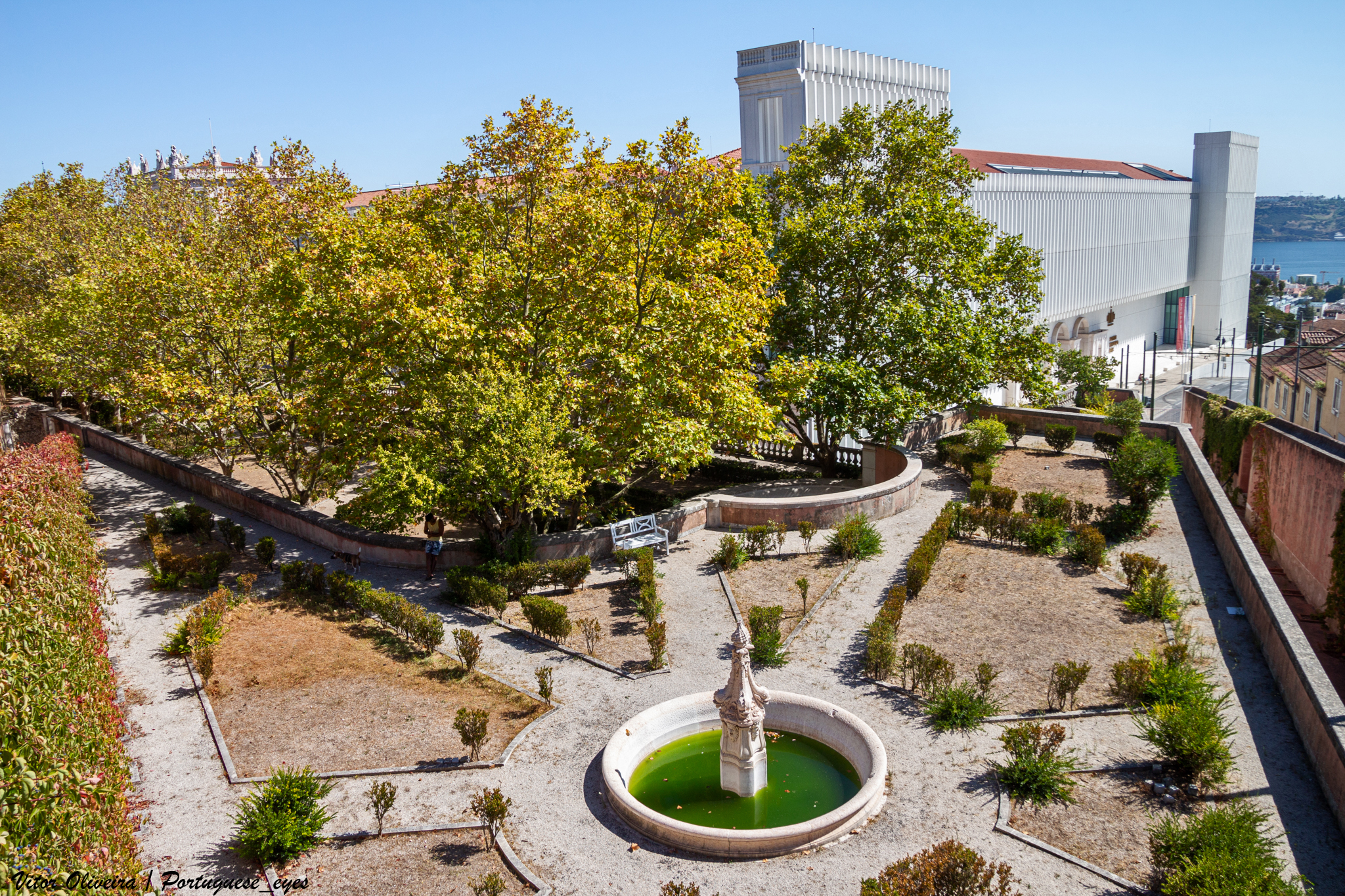
Vista a partir do mirante

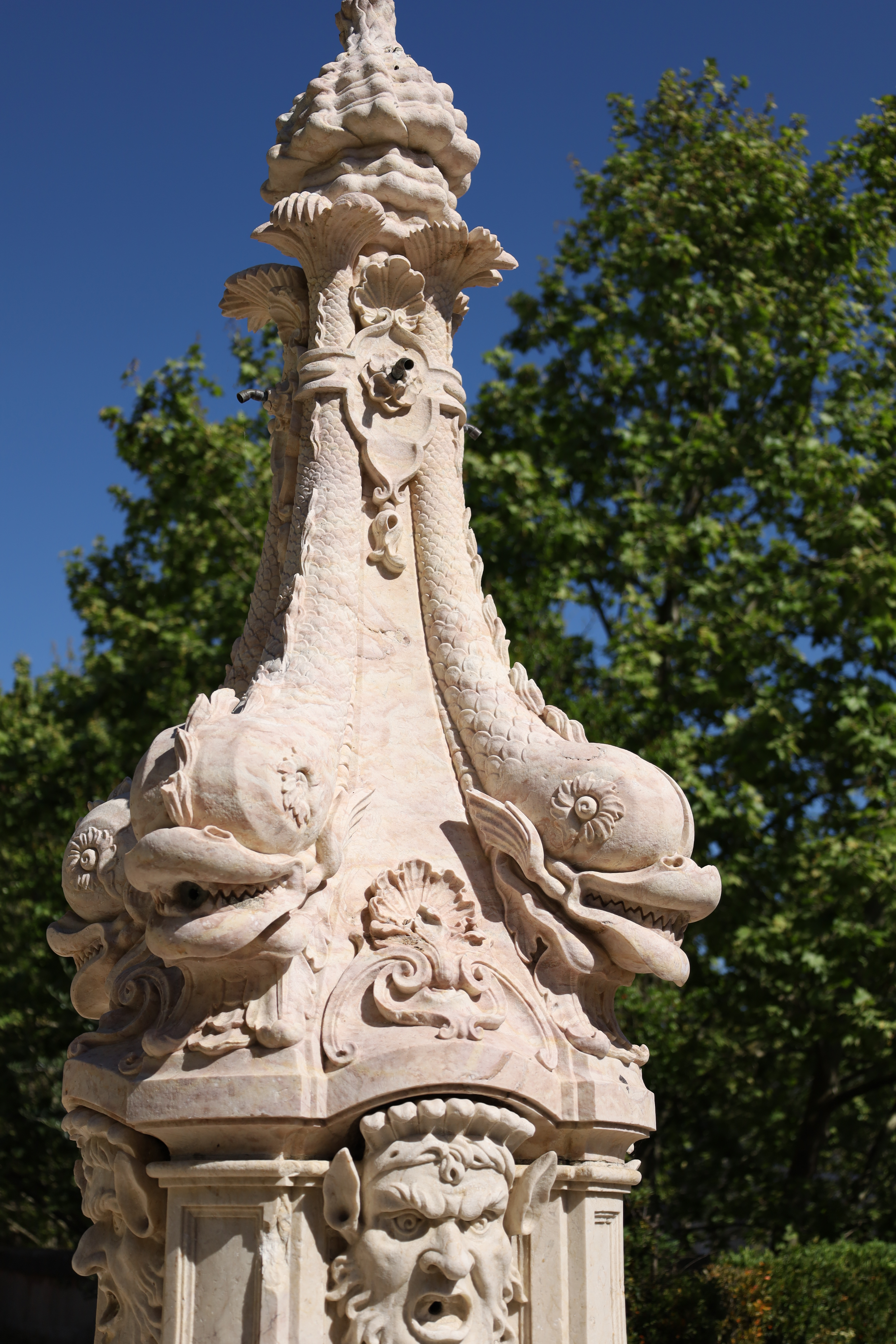
Detalhe do chafariz